# Pareques lanfeari
Pareques lanfeari är en fiskart som först beskrevs av Barton, 1947.  Pareques lanfeari ingår i släktet Pareques och familjen havsgösfiskar. IUCN kategoriserar arten globalt som livskraftig. Inga underarter finns listade i Catalogue of Life.